# Xã Ross, Quận Allegheny, Pennsylvania
Xã Ross (tiếng Anh: Ross Township) là một xã thuộc quận Allegheny, tiểu bang Pennsylvania, Hoa Kỳ. Năm 2010, dân số của xã này là 31.105 người.